# Sedley (Virginia)
Sedley es un lugar designado por el censo situado en el condado de Southampton, Virginia  (Estados Unidos). Según el censo de 2010 tenía una población de 470 habitantes.

## Demografía
Según el censo de 2010, Sedley tenía una población en la que el 86,6% eran blancos; el 11,7% afroamericanos; el 0,2% eran indios americanos y nativos de Alaska; el 0,4% eran asiáticos; el 0,0% hawaianos y otros isleños del Pacífico; el 0,0% de otra raza, y el 1,1% a partir de dos o más razas. El 0,0% del total de la población eran hispanos o latinos de cualquier raza.